# 崔凯 (剧作家)
崔凯（1951年—），辽宁法库人，中国剧作家，一级编剧，中国曲艺家协会原副主席、顾问。